# Cole Sprouse
Cole Mitchell Sprouse (Arezzo, Toscana; 4 de agosto de 1992) es un actor estadounidense nacido en Italia. Es el hermano gemelo del actor Dylan Sprouse. Es más conocido por su papel como Cody Martin en la serie original The Suite Life of Zack & Cody de Disney Channel y su spin-off, The Suite Life on Deck. También es conocido por papeles posteriores como Jughead Jones en la serie Riverdale de la cadena The CW y Will Newman en la película Five Feet Apart.

## Primeros años
Cole Mitchell Sprouse nació en Arezzo (Italia). Sus padres Matthew Sprouse y Melanie Wright son estadounidenses, enseñaban inglés en una escuela de idiomas en la Toscana. Cole nació 15 minutos después de su hermano gemelo, Dylan Sprouse. Cole fue llamado así en honor al cantante y pianista de jazz, Nat King Cole. Cuatro meses después de su nacimiento, la familia se mudó de nuevo al lugar nativo de sus padres Long Beach, en California.

## Carrera
Cole y su hermano, Dylan, empezaron a actuar a la edad de ocho meses en un comercial de pañales  siguiendo la sugerencia de su abuela, Jonine Cabina Wright, quién era una profesora de teatro y actriz. Gran parte de la carrera de Sprouse estuvo compartida con su hermano—algunos de sus primeros roles fueron papeles compartidos como un bebé o niño en comerciales, 
programas de televisión y películas. Debido a las leyes de trabajo infantil de California, que limitan la cantidad de tiempo que los niños pueden filmar en un día, elegir a los gemelos en un solo rol le da más tiempo para filmar un personaje Algunos papeles que compartió con su hermano incluye los personajes de Patrick Kelly en el sitcom Grace Under Fire de 1993 a 1998, Julian en la película de 1999, Un papá genial, y a la versión joven de Pistachio Disguisey en la película de 2002, The Master of Disguise. En 2001, Cole comenzó a aparecer en episodios de la comedia de televisión Friends de NBC, como Ben Geller, el hijo de Ross Geller; este papel fue el primero en el que no apareció con su hermano. A medida que él y su hermano crecían, comenzaron a asumir más roles como personajes separados, pero a menudo todavía trabajaban en los mismos proyectos. Su primer papel como personajes separados en la misma producción fue como niños en un sketch de Mad TV.

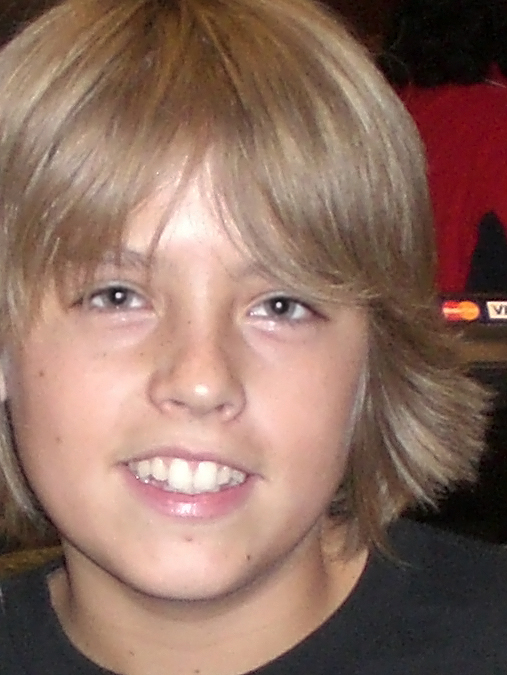
Cole Sprouse en 2005.

Sprouse interpretó a Cody Martin en la serie original de Disney Channel de 2005, The Suite Life of Zack & Cody junto a su hermano; repitió el papel en la serie derivada de 2008, The Suite Life on Deck y su película relacionada estrenada en 2011.
El 9 de febrero de 2016, Sprouse fue elegido como Jughead Jones en la serie de drama adolescente Riverdale de The CW, basada en los personajes de Archie Comics. La serie se estrenó el 26 de enero de 2017.
En 2019, Sprouse protagonizó Five Feet Apart, un drama romántico que se estrenó en marzo de ese año y tuvo un buen desempeño en taquilla. Interpretó a un paciente de fibrosis quística que se enamora de una chica con la misma enfermedad. Fue su segundo papel principal en una película teatral importante, 20 años después de su primera, Big Daddy.
Sprouse produjo y protagonizó el podcast de ocho episodios Borrasca en 2020.

## Vida personal
Sprouse es fanático de los cómics y trabajó en la tienda de cómics de Meldtown de Los Ángeles.
Sprouse comenzó a asistir a la Universidad de Nueva York en 2011, después de aplazarlo durante un año. Inicialmente interesado en estudiar producción de cine y televisión, decidió inscribirse en la Escuela Gallatin de Estudio Individualizado, en busca de las humanidades y, en particular, de la arqueología. Donde también estudio su compañera de serie en Riverdale Camila Mendes. Se graduó junto a su hermano en mayo del 2015. Sprouse trabajó brevemente en el campo de la arqueología, participando en excavaciones y realizando trabajos de laboratorio. Se especializó en sistemas de información geográfica e imágenes satelitales.
Sprouse tiene un ávido interés en la fotografía. En 2011, lanzó un sitio web de fotografía personal y tomó clases en NYU. Ha tenido encargos para publicaciones de moda importantes que incluyen Adolescente Vogue, L'Uomo Vogue, El Estilo de Tiempo del domingo, y W, entre otros. Está representado por LGA Administración.
El 31 de mayo de 2020, Sprouse fue arrestado después de unirse a las protestas en Los Ángeles por justicia racial después del asesinato de George Floyd.

## Filmografía

### Cine
| Año  | Título                                            | Papel                       | Notas                            | Ref..  |
| ---- | ------------------------------------------------- | --------------------------- | -------------------------------- | ------ |
| 1999 | Un papá genial                                    | Julian McGrath              |                                  | [ 23 ] |
| 1999 | The Astronaut's Wife                              | Gemelo                      |                                  | [ 23 ] |
| 2001 | Diary of a Sex Addict                             | Sammy Jr.                   | Directo-a-película de vídeo      | [ 24 ] |
| 2001 | I Saw Mommy Kissing Santa Claus                   | Justin Carver               |                                  | [ 25 ] |
| 2002 | The Master of Disguise                            | Pistachio Disguisey (joven) |                                  | [ 26 ] |
| 2002 | Eight Crazy Nights                                | KB Soldado de juguetes      | Voz                              | [ 26 ] |
| 2003 | Apple Jack                                        | Jack Pyne                   | Cortometraje                     | [ 27 ] |
| 2003 | Just for Kicks                                    | Cole Martin                 | Directo-a-película de vídeo      | [ 28 ] |
| 2004 | The Heart Is Deceitful Above All Things           | Jeremiah (anciano)          |                                  | [ 29 ] |
| 2006 | Holidaze: The Christmas That Almost Didn't Happen | Niño (voz)                  | Directo-a-película de vídeo      | [ 30 ] |
| 2007 | A Modern Twain Story: The Prince and the Pauper   | Eddie Tudor                 |                                  | [ 31 ] |
| 2008 | The Kings of Appletown                            | Clayton                     |                                  | [ 26 ] |
| 2010 | Kung Fu Magoo                                     | Brad Landry                 | Directo-a-película de vídeo      | [ 32 ] |
| 2019 | Five Feet Apart                                   | Will Newman                 |                                  | [ 33 ] |
| 2022 | Moonshot                                          | Walt                        | Protagonista junto a Lana Condor |        |
| 2024 | Lisa Frankenstein                                 | La Criatura                 |                                  | [ 34 ] |

### Televisión
| Año       | Título                          | Papel         | Notas                                            | Ref(s)        |
| --------- | ------------------------------- | ------------- | ------------------------------------------------ | ------------- |
| 1993–1998 | Grace Under Fire                | Patrick Kelly | Elenco principal                                 | [ 35 ] [ 23 ] |
| 1998      | Mad TV                          | Niño          | 2 episodios                                      | [ 8 ]         |
| 2000–2002 | Friends                         | Ben Geller    | Rol recurrente; 7 episodios                      | [ 23 ]        |
| 2001      | The Nightmare Room              | Buddy         | Episodio: «Scareful What You Wish For»           | [ 36 ]        |
| 2001      | That '70s Show                  | Billy         | Episodio: «Eric's Depression»                    | [ 37 ]        |
| 2005–2008 | The Suite Life of Zack and Cody | Cody Martin   | Elenco principal                                 | [ 35 ] [ 23 ] |
| 2006      | The Emperor's New School,       | Zim (voz)     | Episodio: «Oops, Todo Doodles/Chipmunky Negocio» | [ 38 ]        |
| 2006      | That's So Raven                 | Cody Martin   | Episodio: «Checkin' Out»                         | [ 39 ]        |
| 2008      | According to Jim                | Él mismo      | Episodio: «I Drink Your Milkshake»               | [ 40 ]        |
| 2008–2011 | The Suite Life on Deck          | Cody Martin   | Elenco principal                                 | [ 41 ]        |
| 2009      | Wizards of Waverly Place        | Cody Martin   | Episodio: «Cast-Away (To Another Show)»          | [ 42 ]        |
| 2009      | Hannah Montana                  | Cody Martin   | Episodio: «Super(stitious) Girl»                 | [ 42 ]        |
| 2010      | I'm in the Band                 | Cody Martin   | Episodio: «Weasels on Deck»                      | [ 43 ]        |
| 2011      | The Suite Life Movie            | Cody Martin   | Película televisiva                              | [ 23 ]        |
| 2012      | So Random!                      | Él mismo      | Episodio: «Cole y Dylan Sprouse»                 | [ 44 ]        |
| 2017–2023 | Riverdale                       | Jughead Jones | Elenco principal, serie de TV The CW             | [ 9 ]         |
| 2020      | Borrasca                        | Sam Walker    | Podcast (también productor ejecutivo)            |               |

## Premios y nominaciones
| Año  | Premio                           | Categoría                                                                             | Trabajo nominado              | Resultado | Ref.   |
| ---- | -------------------------------- | ------------------------------------------------------------------------------------- | ----------------------------- | --------- | ------ |
| 1999 | Young Artist Awards              | Mejor actuación de un artista joven en película de comedia.                           | Un papá genial                | Nominado  | [ 45 ] |
| 2000 | MTV Premios de película          | Más Encima-Pantalla Duo                                                               | Un papá genial                | Nominado  | [ 46 ] |
| 2000 | Blockbuster Premios de diversión | Actor De apoyo favorito – Comedia                                                     | Un papá genial                | Nominado  | [ 47 ] |
| 2000 | Young Artist Awards              | Rendimiento mejor en un Largometraje – Edad de Actor Joven Diez o Debajo              | Un papá genial                | Nominado  | [ 48 ] |
| 2006 | Young Artist Awards              | Rendimiento mejor en una Serie de televisión (Comedia u Obra) – Young Principal Actor | The Suite Life of Zack & Cody | Nominado  | [ 49 ] |
| 2007 | Kids' Choice Awards              | Actor Televisivo favorito                                                             | The Suite Life of Zack & Cody | Nominado  | [ 50 ] |
| 2007 | Young Artist Awards              | Rendimiento mejor en una Serie de televisión (Comedia u Obra) – Young Principal Actor | The Suite Life of Zack & Cody | Nominado  | [ 51 ] |
| 2008 | Kids' Choice Awards              | Actor Televisivo favorito                                                             | The Suite Life of Zack & Cody | Nominado  | [ 52 ] |
| 2009 | Kids' Choice Awards              | Actor Televisivo favorito                                                             | The Suite Life of Zack & Cody | Nominado  | [ 53 ] |
| 2010 | Kids' Choice Awards              | Actor Televisivo favorito                                                             | The Suite Life of Zack & Cody | Nominado  | [ 54 ] |
| 2011 | Kids' Choice Awards              | Actor Televisivo favorito                                                             | The Suite Life of Zack & Cody | Nominado  | [ 55 ] |
| 2017 | Premios Shorty                   | Actor mejor                                                                           | –                             | Nominado  | [ 56 ] |
| 2017 | Teen Choice Awards               | Actor de televisión de Obra de elección                                               | Riverdale                     | Ganador   | [ 57 ] |
| 2017 | Teen Choice Awards               | Barco de televisión de la elección (con Lili Reinhart)                                | Riverdale                     | Ganador   | [ 57 ] |
| 2018 | People's Choice Awards           | Estrella de televisión masculina del año                                              | Riverdale                     | Nominado  | [ 58 ] |
| 2018 | Premios Saturn                   | Mejor actuación de un actor más joven en una serie de televisión                      | Riverdale                     | Nominado  | [ 59 ] |
| 2018 | Teen Choice Awards               | Mejor actor de drama televisivo                                                       | Riverdale                     | Ganador   | [ 60 ] |
| 2018 | Teen Choice Awards               | Opción Liplock (con Lili Reinhart)                                                    | Riverdale                     | Ganador   | [ 60 ] |
| 2018 | Teen Choice Awards               | Elección macho hottie                                                                 | Riverdale                     | Ganador   | [ 60 ] |
| 2018 | Teen Choice Awards               | Barco Choice TV (con Lili Reinhart)                                                   | Riverdale                     | Ganador   | [ 60 ] |
| 2019 | People's Choice Awards           | Estrella de cine dramático del año                                                    | Five Feet Apart               | Ganador   | [ 61 ] |
| 2019 | People's Choice Awards           | Estrella de televisión masculina del año                                              | Riverdale                     | Ganador   | [ 61 ] |
| 2019 | Premios Saturn                   | Mejor actuación de un actor más joven en una serie de televisión                      | Riverdale                     | Nominado  | [ 62 ] |
| 2019 | Teen Choice Awards               | Mejor actor de película dramática                                                     | Five Feet Apart               | Nominado  | [ 63 ] |
| 2019 | Teen Choice Awards               | Mejor actor de drama televisivo                                                       | Riverdale                     | Ganador   | [ 63 ] |
| 2019 | Teen Choice Awards               | Barco Choice (con Lili Reinhart)                                                      | Riverdale                     | Ganador   | [ 63 ] |
| 2020 | People's Choice Awards           | Estrella de televisión dramática del año                                              | Riverdale                     | Nominado  | [ 64 ] |
| 2020 | People's Choice Awards           | Estrella de televisión masculina del año                                              | Riverdale                     | Ganador   | [ 64 ] |

## Discografía
- «A Dream Is a Wish Your Heart Makes» DisneyMania 4 (2005)[65]
- «A Dream Is a Wish Your Heart Makes» Princess DisneyMania (2008)[66]